# Macaco rhesus
El macaco rhesus (Macaca mulatta), sovint anomenat el mona rhesus, és una espècie de primat catarrins de la família Cercopithecidae, una de les més conegudes de micos del Vell Món.
És un macaco típic, comú des de l'Afganistan al nord de l'Índia i la Xina meridional. Els macacos Rhesus mascles creixen fins a una alçada de 60 cm, amb cues que arriben als 30 cm. Presenten dimorfisme sexual: els mascles poden pesar fins a 6 kg, les femelles fins a la meitat i mesurar 40 cm. Tenen un color que varia des del marró al gris, amb cares rosades. Tenen una expectativa de vida de prop de 25 anys.

## Els macacos i la ciència
El factor Rh del grup sanguini rep el seu nom del macaco Rhesus, ja que fou en aquest animal on fou identificat aquest factor per primera vegada.
Van ser usats en els molt coneguts experiments d'afecció en els 1950, sota el control del psicòleg comparatiu Harry Harlow.
La NASA va llançar aquest macaco a l'espai en els 1950 i els 1960, i el Programa Espacial Soviètic/Rus ha enviat a l'espai, el 1997 a les Missions Bion.
El gener de 2000, fou el primer primat clonat, amb el naixement de Tetra. I el gener de 2001 neix ANDI, el primer primat transgènic; ANDI porta gens estranys originalment d'una medusa Scyphozoa.
Els treballs del genoma d'aquesta espècie de Rhesus es completen el 2007, fent al Rhesus, el segon primat no-humà a tenir el genoma seqüenciat. L'estudi mostra que humans i macacos comparteixen prop del 93% de la seva seqüència d'ADN i un avantpassat comú de fa aproximadament 25 milions d'anys.
Malgrat que la majoria dels estudis en Rhesus són de diverses localitats del nord de l'Índia, el coneixement de la seva conducta natural d'espècie prové d'estudis en una colònia al "Centre del Carib d'Estudis amb Primats" de la Universitat de Puerto Rico a l'illa de "Gai Santiago, Puerto Rico. Es van importar 409 macacos Rhesus de l'Índia, i el 2007 ja són 950. El personal humà és d'11. No hi ha depredadors a l'illa, i el contacte humà està prohibit, excepte com a part de programes de recerca, a partir de 1938. La colònia és proveïda en alguna extensió, però a prop del seu 50% de la dieta és de farratge natural. Aquests macacos gaudeixen de llaminadures, com pastissos i domassos, i particularment arrenquen quantitats de malví.

## Taxonomia
Hi ha diverses subespècies de Rhesus:
- Macaca mulatta mulatta
- Macaca mulatta villosa
- Macaca mulatta vestita
- Macaca mulatta lasiota
- Macaca mulatta sanctijohannis
- Macaca mulatta brevicauda